# Ајан (Корез)
Ајан (фр. Ayen) је насељено место у Француској у региону Лимузен, у департману Корез.
По подацима из 2011. године у општини је живело 723 становника, а густина насељености је износила 54,94 становника/km².

## Демографија
| 1962. | 1968. | 1975. | 1982. | 1990. | 2011. |
| ----- | ----- | ----- | ----- | ----- | ----- |
| 761   | 733   | 654   | 704   | 682   | 723   |